# Французька антиква

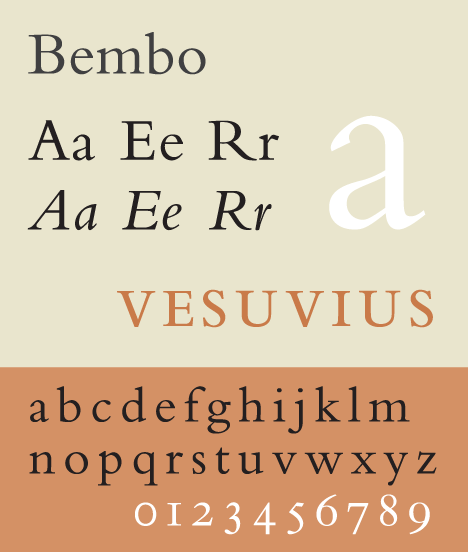
Шрифт '

Французька антиква, або італо-французька антиква, також антиква Гарамона і ренесанс-антиква — добароковий друкарський вид шрифту. За стандартом DIN 16518, як і венеційська антиква, французька належить до шрифтів старого стилю. Поява сягає XVI ст.
У порівнянні з венеційською французька антиква за формою м'якша, в ній немає каліграфічних зламів, а краплі та інші елементи округлої форми. Основні відмінності полягають у тому, що у французькій більший контраст штрихів, горизонтальний середній штрих літер «е», верхні виносні елементи, довші великі літери та гострі зарубки на виносних.
У XX ст. ця антиква отримує нову збірну назву «гаральди», що походить від частин імен двох найвідоміших видавців — Клода Гарамона та Альда Мануція. Назва об'єднала шрифти, близькі до тих, які запровадили видавці.
Найвідоміші шрифти цього типу: Garamond, Palatino, Bembo.